# Factory Floor
Factory Floor és una banda londinenca formada l'any 2005. El seu estil ha estat descrit com a «postindustrial», utilitzant bateria acústica, sintetitzadors i el soroll com a instrument.

## Història
La banda es va formar l'any 2005, formada originalment per Gabriel Gurnsey i Mark Harris, als quals es va unir després Dominic Butler. Harris més tard va marxar, passant a crear la banda Shift Work. Gurnsey i Butler van reclutar Nik Colk (també conegut com Nik Colk Void), abans de la banda KaitO, el 2010. Gurnsey tocava bateria i caixa de ritmes, Butler feia anar els sintetitzadors modulars i l'electrònica, i Colk va afegir la seva veu manipulada, la guitarra i el sampleig.
Després de dos senzills el 2008 i un mini-àlbum, Talking On Cliffs el 2009, la banda va signar un contracte amb la discogràfica Blast First Petite de Blast First, llançant diversos senzills de dotze polzades, inclòs «Wooden Box» (amb un remix de Stephen Morris) i un mini-LP de deu polzades sense títol el 2010. Aquest últim va ser descrit per NME com «un soroll esfereïdor que simultàniament destrossa els nervis i afluixa les entranyes» i «un incessant so de teclats connectats a través de sintetitzadors fets de metall retorçat i tambors tronadors invocats des del cel»; l'escriptor Ben Hewitt li va donar una nota de 9/10. Els senzills "Real Love" i "Two Different Ways" van seguir el 2011.

Van seguir dos llançaments de dotze polzades amb remescles de Stephen Morris i Chris Carter. Des de llavors, Factory Floor va llançar «(R E A L L O V E)» i «Two Different Ways» amb DFA Records .

El primer àlbum de Factory Floor, de títol homònim, va ser publicat el 9 de setembre de 2013 amb noves versions dels seus senzills anteriors «Two Different Ways» i «Fall Back», després del qual Dominic Butler va abandonar el grup. El seu segon àlbum 25 25 va ser llançat el 19 d'agost de 2016, amb crítiques positives.

## Estil musical
El primer senzill de la banda «Bipolar» va ser comparat amb Joy Division i The Fall. Paul Lester de The Guardian va descriure l'estil de la banda el 2009 com un «synth-noir metronòmic sobre el qual una dona -que s'assembla vagament, vocalment, a Nico en un estat d'ànim especialment fosc- entona tristament». El col·laborador Stephen Morris va descriure el so de la banda com a «disco inquietant». La NME va descriure la banda com «post industrial, però va més enllà; això és post-apocalíptic, la banda sonora d'una discoteca de l'inframón». La revista FACT els va descriure com a «rock electrònic sense onada, apagat però molt tecnològic».